# Pedro Caldeira Cabral
Pedro Caldeira Cabral (* 4. Dezember 1950 in Lissabon) ist ein portugiesischer Gitarrist, Virtuose auf der Portugiesischen Gitarre, Komponist unter anderem des Fado und Leiter verschiedener Musikfestivals.

## Leben

### Ausbildung
Als Kind erlernte er portugiesische Gitarre, klassische Gitarre und Barockflöte. Später studierte er Musiktheorie, Kontrapunkt und Harmonielehre bei Professor Artur Santos am Nationalen Musikkonservatorium in Lissabon.
1970 begann er das Studium der Laute, Viola und diverser Zupf- und Blasinstrumente alter Musik.

### Künstlerische Laufbahn
Er gründete und leitete die Ensembles La Batalla und Concerto Atlântico, die sich auf die Aufführung von Mittelalter- und Renaissancemusik auf zeitgenössischen Instrumenten spezialisierten.
Als Komponist entwickelte Pedro Caldeira Cabral seinen ganz persönlichen Stil auf der Grundlage der klassischen Sologitarre, kombiniert mit den Originaltechniken der traditionellen Instrumente und Elementen des musikalischen Erbes mediterraner Überlieferung.
Als Virtuose der Guitarra Portuguesa erweiterte er deren Solorepertoire mit Transkriptionen der Werke von J. S. Bach, S. L. Weiss, D. Scarlatti, Seixas, S. de Murcia, R. de Visée und vielen anderen. Genauso spielte er Uraufführungen zeitgenössischer Komponisten.

## Werk

### Forschungsarbeiten
Er forschte im Bereich der Organologie traditioneller Instrumente und erarbeitete mit Ernesto Veiga de Oliveira zusammen die zweite und dritte Ausgabe des Buches Traditionelle Portugiesische Instrumente, erschienen bei der Calouste Gulbenkian Foundation, Lissabon, 1982 und 2000. Auf dem gleichen Gebiet erstellte er das komplette Inventar und die organologische Klassifizierung der Sammlung Michel Giacometti im Musik Museum von Cascais.
Sein Buch Die portugiesische Gitarre, erschienen 1999 bei Ediclube in Lissabon, ist die erste Monografie zur Entstehung des Instruments und seiner historischen Entwicklung, inklusive Ikonografie, Organologie und Repertoire.

### Festivalleitung, Kompositionen
Cabral komponierte Originalmusik für Theater, Kino, Fernsehserien und Ballett und war als Virtuose der portugiesischen Gitarre intensiv auf Tournee in Europa, Asien und in den Vereinigten Staaten von Amerika.
Er war für die künstlerische Leitung des Internationalen Festivals der Guitarra Portuguesa auf der Welt Expo 98 verantwortlich, die in Lissabon stattfand.
Zwischen 2001 und 2009 war er der Leiter des Mittelaltermusik Festivals in Carrazeda de Ansiães, Portugal.
Seit 2006 ist er Produzent und Manager des Festivals Som das Musas in Vila Flor, Portugal.
2007 war er Initiator und Ideengeber des 1. Internationalen Symposiums zur Portugiesischen Gitarre in Coimbra in Zusammenarbeit mit dem Orquestra Classico do Centro und der Universität Coimbra.

## Öffentliches Interesse
Er war in Fernsehproduktionen zu sehen bei RTP in Portugal, bei WDR, ZDF und NDR in Deutschland, in der BBC und Granada TV in Großbritannien, im ORTF in Frankreich, bei VPRO in den Niederlanden sowie bei TV Globo und TV Cultura de São Paulo in Brasilien.

## Tonträger
Eine Auswahl seiner Solo Tonaufnahmen enthält: Guitarras de Portugal, Tecla (1971), Encontros, Orfeu (1982), A Guitarra nos Salões do Século XVIII, Orfeu (1983), Pedro Caldeira Cabral, EMI (1985), Duas Faces, EMI (1987), Guitarra Portuguesa, GHA (1991), Momentos da Guitarra, Fenn Music (1992), Variações, World Network/WDR (1993), Música de Guitarra Inglesa, BMG/RCA Classics (1998), Memórias da Guitarra Portuguesa, Tradisom (2003) und Guitarra Diversa, Mastermix (2004).
Für sein Album Labirinto da Guitarra - Antologia wurde er 2014 mit dem renommierten Schallplattenpreis Prémio Carlos Paredes ausgezeichnet.

## Veröffentlichungen (Auswahl)
- 1997: As Madeiras e os Sons in As Idades da Madeira, Instituto do Emprego e Formação Profissional, Lissabon
- 1999: A Guitarra Portuguesa, Ediclube, Amadora
- 1982 und 2000: in Instrumentos Musicais Populares Portugueses, de Ernesto Veiga de Oliveira, Fundação Calouste Gulbenkian, Lissabon
- 2000: La Guitarra Portuguesa, Caixa Geral de Depósitos, Lissabon
- 2001: A Construção da Viola Campaniça, in A Viola Campaniça de José Alberto Sardinha, Tradisom, Vila Verde
- 2002: À Descoberta da Guitarra Portuguesa, C. M. Santo Tirso, Museu Abade de Pedrosa
- 2003: A Guitarra Portuguesa, in Revista CAIS nº 80
- 2004: Michel Giacometti, Uma colecção instrumental in Michel Giacometti: Caminho para um Museu, C.M. de Cascais
- 2006: Den portugisiska gitarren, in Musiken som foddes bortom haven by Thomas Nydhal, Artea Forlag, Stockholm, Schweden
- 2006: A Guitarra Portuguesa in As Idades do Som, Instituto do Emprego e Formação Profissional, Lissabon
- 2006: A Viola Popular em Portugal in As Idades do Som, Instituto do Emprego e Formação Profissional, Lissabon
- 2006: Sonhar um Som Português, in Sonho português, Egoísta, nº 28, Estoril-Sol, S.A., Lissabon